# Eisenreichdornach
Eisenreichdornach (auch Eisenreich - Dornach) ist ein Stadtteil der Stadtgemeinde Amstetten im Bezirk Amstetten in Niederösterreich.

## Geografie
Der Stadtteil befindet sich im Nordosten des Stadtgebietes und gliedert sich in Eisenreich im Norden und Dornach im Süden. Durch den Ort führt die Landesstraße L6059, von der die L6060 nach Berging abzweigt.

## Geschichte
Vewmutlich bereits in der Karolingerzeit hat das bayrische Kloster Metten hier über Besitzungen verfügt und Keramikfunde belegen eine Besiedlung ab dem 10. Jh., wofür jedoch schriftliche Belege fehlen. Urkundlich scheint der Ort im Jahr 1128 auf, als das Kloster Metten dem miles Hiltbrand von Dunenfurt (Dingfurt) in Eisenreichdornach einen Hof zur Nutzung überlässt. Die Vogtei des Mettener Besitzes obliegt zunächst den Babenbergern, ab 1252 den Kuenringern, ab 1310 den Wallseern und ab der 2. Hälfte des 15. Jahrhunderts den Schaunbergern. Später kommt die Vogtei an die Lappitz, 1567 an Leopold v. Pötting und anschließend an Andre Kornfeil von Würmla, von dem sie um 1594 an Wolfgang Gerhab von Dietersdorf gelangt. Im Jahr 1638 fällt der Besitz durch Exekution an den Marktrat von Amstetten. Nachfolger sind 1647 Adolf von Lempruch, 1716 die Trautson und 1782 die Auersperg. Das Kloster Metten übt hier bis 1787 die Grundherrschaft aus, 1788 werden die Güter aber durch Philipp Freiherrn von Risenfels der Herrschaft Seisenegg einverleibt. In Folge der Theresianischen Reformen wurde der Ort dem Kreis Ober-Wienerwald unterstellt und nach dem Umbruch 1848 war er bis 1867 dem Amtsbezirk Amstetten zugeteilt. Im Franziszeischen Kataster von 1823 werden die beiden Orte als Dornach und Eisenreichdornach bezeichnet.  Laut Adressbuch von Österreich waren im Jahr 1938 in Eisenreichdornach zwei Gemischtwarenhändler, ein Schlosser, ein Schmied, ein Schuster, ein Wagner und mehrere Landwirte ansässig. Bis zur Eingemeindung nach Amstetten war der Ort ein Teil der damaligen Gemeinde Preinsbach.

## Sehenswürdigkeiten
- Katholische Filialkirche Eisenreichdornach hl. Agatha
- Burg Eisenreichdornach, als Erdwerk erhalten